# リンバーディ
リンバーディ（イタリア語: Limbadi）は、イタリア共和国カラブリア州ヴィボ・ヴァレンツィア県にある、人口約3,600人の基礎自治体（コムーネ）。

## 地理

### 位置・広がり

#### 隣接コムーネ
隣接するコムーネは以下の通り。括弧内のRCはレッジョ・カラブリア県所属を示す。
- カンディードニ (RC)
- ニコーテラ
- ロンビオーロ
- サン・カロージェロ
- スピーリンガ

## 行政

### 分離集落
リンバーディには、以下の分離集落（フラツィオーネ）がある。
- Badia di Limbadi, Caroni, Mandaradoni, Motta Filocastro, San Nicola De Legistis